# Eupyra imperialis
Eupyra imperialis är en fjärilsart som beskrevs av Herrich-Schäffer 1853. Eupyra imperialis ingår i släktet Eupyra och familjen björnspinnare. Inga underarter finns listade i Catalogue of Life.